# Coalición Canaria

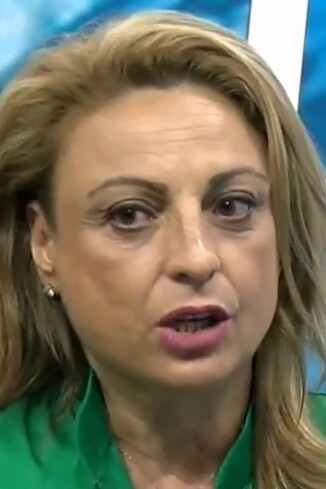
Cristina Valido, Coalición Canarias ledamot av deputeradekammaren av Spaniens parlament.

Coalición Canaria ("Kanarisk koalition", förkortat CC eller CCa ) är en spanskt parti  på Kanarieöarna som har sitt ursprung i flera nationalistiska, regionalistiska, centristiska och liberala partier. Det grundades 1993 som en koalition  och registrerades som den nuvarande förbundet 1997. Coalición Canaria var med i alla regeringar för den autonoma regionen Kanarieöarna från 1993 till 2019, ensam eller i koalition med andra politiska formationer. 1993 var det med på misstroendeförklaring mot socialistpartiet. 2023 återkom partiet till styre för Kanarieöarna.
Den 28 och 29 maj 2005 hölls CC:s tredje nationella kongress i Santa Cruz de Tenerife, där de politiska partierna som bildade CC försvann och blev kvar som ett enda parti. Flaggan för de sju gröna stjärnorna, som historiskt användes av den kanariska självständighetsrörelsen, antogs också som partiets flagga, och Paulino Rivero Baute omvaldes som partiledare.
I Spaniens parlament har Coalición Canaria 2024 en ledamot, som tillhör den blandade partigruppen, och en utsedd senator också i den blandade gruppen.

## Ideologi
Coalición Canaria grundades med syftet att tillämpa och försvara Kanarieöarnas autonomi, inom en ram av solidaritet med regionerna och nationaliteterna i Spanien som helhet.  
Det kallas nationalistiskt, men det är inte ett självständighetsparti, eftersom det försvarar konstitutionen och Spaniens enhet. Partiet vill ha fler befogenheter och mer självstyre inom Spanien.